# Fäbodtjärnen (Söderala socken, Hälsingland, vid Sandarne)
Fäbodtjärnen är en sjö i Söderhamns kommun i Hälsingland och ingår i Norralaån-Ljusnans kustområde.